# Noam Chomsky
Noam Chomsky  (pronunciació en anglès: /ˈnoʊm ˈtʃɒmski/) (East Oak Lane i Filadèlfia, 7 de desembre de 1928) és un científic, lingüista, filòsof i professor estatunidenc, emèrit de lingüística, a l'Institut de Tecnologia de Massachusetts (MIT).
A Chomsky, se li atribueix la creació de la teoria de la gramàtica generativa, sovint considerada la contribució més significativa en el camp de la lingüística teòrica del segle xx. També va ajudar en l'impuls de la revolució cognitiva en psicologia amb la seva revisió de l'obra Verbal Behavior de Burrhus Frederic Skinner, que va qüestionar l'apropament conductista a l'estudi de la ment i del llenguatge predominant en els anys 1950. La seva visió naturalista en l'estudi del llenguatge també ha influit en la filosofia del llenguatge i la filosofia de la ment (vegeu Gilbert Harman, Jerry Fodor). A Chomsky, també li és atribuït l'establiment de l'anomenada «jerarquia de Chomsky», una classificació dels llenguatges formals en termes del seu poder generatiu.
A més del seu treball lingüístic, Chomsky és àmpliament conegut pel seu activisme polític, i per la seva crítica a la política exterior dels Estats Units d'Amèrica (EUA) i d'altres governs. Chomsky es descriu a ell mateix com un socialista llibertari, un simpatitzant de l'anarcosindicalisme, i sovint és considerat una peça clau intel·lectual en la branca esquerrana de la política dels EUA.
Segons l'Arts and Humanities Citation Index («Índex de cites d'arts i d'humanitats»), entre 1980 i 1992, Chomsky fou citat com una font amb més freqüència que cap altre autor, i fou la vuitena font més citada de totes.

## Biografia
Chomsky va néixer a Filadèlfia, Pennsilvània, fill de l'estudiós d'hebreu i metge, William Chomsky, qui provenia d'una població d'Ucraïna més tard escombrada pels nazis. La seva mare, Elsie Chomsky (o Simonofsky de soltera), provenia del que ara es coneix com a Belarús, però a diferència del seu marit, ella va créixer als EUA i parlava l'anglès corrent de Nova York. La seva primera llengua fou el jiddisch, però Chomsky diu que entre la seva família era «tabú» el fet de parlar-lo. En descriure la seva família, parla d'una mena de gueto jueu, dividit en un cantó «jiddisch» i un cantó «hebreu», i alinea més la seva família amb aquest darrer, i diu que va créixer «immers en la literatura i cultura hebrees».
A l'edat de vuit o nou anys, Chomsky passava cada nit de divendres llegint literatura hebrea. Molts anys després, seria ell qui faria classes d'hebreu. Tot i això, Chomsky assegura que «l'única llengua que parlo i escric amb competència és l'anglès».
Chomsky recorda que el seu primer article, el va escriure als deu anys i que tractava sobre l'expansió del feixisme a continuació de la caiguda de Barcelona. Als dotze o tretze anys, s'identificaria més plenament amb la política anarquista.
El 1945, va començar a estudiar filosofia i lingüística a la Universitat de Pennsilvània, aprenent del filòsof C. West Churchman i del lingüista Zellig Harris. El 1949, Chomsky es va casar amb la lingüista Carol Schatz. Van tenir dues filles, Aviva (1957) i Diane (1960), i un fill, Harry (1967).
Chomsky va rebre el doctorat en lingüística de la Universitat de Pennsilvània l'any 1955. Va conduir molta de la seva recerca doctoral durant quatre anys en la Universitat Harvard com a Harvard Junior Fellow. En la seva tesi doctoral, va començar a desenvolupar algunes de les seves idees sobre lingüística, i va elaborar-les en el llibre Estructures sintàctiques del 1957, potser la seva obra més coneguda en el camp de la lingüística.
Chomsky va passar a formar part del Massachusetts Institute of Technology (MIT) el 1955 i, el 1961, fou designat professor del Departament de Llengües Modernes i Lingüística (ara és el Departament de Lingüística i Filosofia). Des del 1966 fins al 1976, va portar el professorat de Llengües Modernes i Lingüística Ferrari P. Ward. El 1976, va ser designat Institute Professor. Chomsky ha estat donant classes al MIT de forma continuada des de fa 50 anys.
Fou durant aquest temps que Chomsky va esdevenir més interessat per la política: va esdevenir un dels líders opositors a la Guerra del Vietnam amb la publicació del seu assaig La responsabilitat dels intel·lectuals en el The New York Review of Books, el 1967. Des de llavors, Chomsky ha estat ben conegut per les seves postures antimilitaristes, fent xerrades sobre política per tot el món, i escrivint nombrosos llibres. La seva influent crítica a la política exterior dels EUA i a la legitimitat del poder dels EUA, ha fet d'ell una figura controvertida. Tot i que els sectors de l'esquerra el segueixen amb devoció, té creixents crítiques del sector de la dreta, particularment després de la seva postura després dels atacs de l'11 de setembre de 2001.

### El nom de Chomsky
- Avram (אברם) és un nom hebreu que significa «pare superior» («Abram» en català), pres de la figura bíblica (vegeu Gènesi 12: 1) més tard coneguda com a «Avraham», que significa «pare de molts» («Abraham» en català) (vegeu Gènesi 17: 5).
- Noam (נועם) és un nom hebreu que significa «agradable» (versió masculina de la femenina No'omi; català: «Naomi», «Noemi» o «Noemí»).
- Chomsky és un nom rus Хомский.

L'adjectiu epònim chomskià s'utilitza per a fer referència a les seves idees, un terme que Chomsky ha menyspreat per no tenir sentit i per pertànyer a «la història de la religió organitzada». Aquest terme s'ha utilitzat sovint en referència a les seves idees lingüístiques, més que no pas a les polítiques.

## Contribucions a la lingüística
Estructures sintàctiques fou un extracte del seu llibre Estructura lògica de la teoria lingüística (1955-1975), en el qual introdueix les gramàtiques transformacionals. La teoria atorga a les elocucions (seqüències de paraules) una sintaxi que pot ser àmpliament caracteritzada per una gramàtica formal; en particular, una gramàtica lliure de context estesa amb regles transformacionals. Planteja la hipòtesi que els infants tenen un coneixement innat de l'estructura gramatical bàsica comuna a totes les llengües humanes (per exemple, assumeixen que qualsevol llengua amb què es trobin és segurament d'una mena restringida). Aquest coneixement innat és sovint referenciat com la gramàtica universal. Hom argumenta que el modelatge del coneixement del llenguatge fent ús d'una gramàtica formal justifica la «productivitat» del llenguatge: amb un joc limitat de regles gramaticals i un joc finit de termes, els humans som capaços de produir un nombre infinit de frases, incloses les frases que ningú no hagi dit prèviament.
Els principis i paràmetres (P&P) desenvolupats en les seves Lectures a Pisa de 1979, més tard publicades com Lectures sobre recció i lligaments (LGB), fan una forta crida vers la gramàtica universal. Els principis de la gramàtica subjacents a les llengües són innats i fixats, i les diferències entre les llengües del món poden ser caracteritzades en termes d'adequació de paràmetres en el cervell (tals com el «paràmetre proesment» (pro-drop parameter), la qual cosa indica si sempre cal un subjecte explícit, com en anglès, o si pot ser opcionalment esmentat, com en català), els paràmetres són sovint semblants a interruptors. (D'aquí el terme «principis i paràmetres», sovint donat a la seva argumentació). Des d'aquesta visió, un infant que aprèn una llengua necessita adquirir només els ítems lèxics necessaris (paraules, morfemes gramaticals i fraseologia), i determinar-hi l'adequació de paràmetres adient, la qual pot ser duta a terme basant-se en uns quants exemples clau.
Aquells qui proposen aquesta visió argumenten que el pas en el qual un infant aprèn llengües és inexplicablement ràpid, si no fos perquè els infants tenen una habilitat innata per a aprendre llengües. Tots els infants d'arreu del món segueixen els mateixos passos a l'hora d'aprendre una llengua, i el fet que facin determinats errors característics segons van aprenent la seva primera llengua, mentre que d'altres mai no tenen lloc (i, segons Chomsky, haurien de tenir lloc si fos utilitzat un mecanisme d'aprenentatge purament general més que no pas un d'específic per al llenguatge), apunta tot plegat al factor innat.
Més recentment, en el seu Programa minimalista (1995), alhora que manté el concepte bàsic de «principis i paràmetres», tracta de fer una àmplia revisió de la maquinària lingüística involucrada en el model LGB, traient tot allò superflu fins a deixar els elements imprescindibles. Fa també una aproximació a l'arquitectura de la facultat humana del llenguatge que emfasitza els principis d'«economia» i «disseny òptim», i amb això fa una aproximació derivacional a la generació, en contrast amb l'aproximació representacional del clàssic «P&P».
Les idees de Chomsky han tingut una forta influència sobre els investigadors de l'adquisició del llenguatge en els infants, tot i que alguns d'ells no avalen les teories chomskianes, i defensen més les teories emergentistes o connexionistes, així com redueixen la llengua a una instància dels mecanismes de processament general del cervell.

### Gramàtica generativa
La visió de Chomsky de la sintaxi, sovint anomenada «gramàtica derivativa», tot i ser bastant popular, ha estat qüestionada per molts, especialment per aquells qui treballen fora dels EUA. Les anàlisis sintàctiques chomskianes solen ser molt abstractes, i acostumen a estar fortament basades en precises investigacions sobre els límits entre les construccions gramaticals i les no gramaticals en una llengua. Hom podria comparar-ho amb els anomenats casos patològics que juguen un important paper en matemàtiques. Tals judicis de gramaticalitat només poden ser portats a terme per un parlant nadiu i, així, per raons pragmàtiques, aquests lingüistes sovint es concentren en les seves pròpies llengües nadiues o en les llengües que dominen més, generalment, anglès, francès, alemany, neerlandès, italià, japonès o alguna de les llengües xineses.
De vegades, les anàlisis de la gramàtica generativa trontollen quan són aplicades a llengües no estudiades fins llavors i, de fet, s'han succeït els canvis en la gramàtica generativa a causa de l'augment de les llengües analitzades. Així i tot, les reivindicacions fetes sobre els principis universals de la lingüística han esdevingut més forts, més que no pas més febles, a mesura que passava el temps. Faci'n d'exemple la suggestió feta als anys 1990 per Richard Kayne, segons la qual totes les llengües tenen de manera subjacent un ordre en les paraules del tipus Subjecte-Verb-Objecte, i que no hagués semblat plausible temps enrere en els anys 1960. Una de les principals motivacions que hi ha darrere d'una postura alternativa, la postura funcional-tipològica o tipologia lingüística (sovint associada a Joseph Greenberg), és el fet de basar les hipòtesis dels principis universals de la lingüística en l'estudi d'una varietat de llengües tan extensa sigui com possible, així com el fet de classificar la variació vista, i formar teories basades en els resultats d'aquesta classificació. La visió chomskiana és massa profunda i dependent del coneixement del parlant nadiu, bé que ha estat aplicada a tota mena de llengües.

### La jerarquia de Chomsky
Chomsky és conegut per haver investigat molts tipus de llenguatges formals, hagi estat capaç o no de capturar propietats clau de la llengua humana. Va dividir les gramàtiques formals en classes o grups segons el grau de poder expressiu (és a dir, segons la capacitat de generar, al seu torn, jocs de gramàtiques formals). Resulta interessant l'argumentació de Chomsky segons la qual el modelatge d'alguns aspectes del llenguatge humà requereix una gramàtica formal més complexa que la del modelatge d'unes altres (tal com queda mesurat en la jerarquia de Chomsky). Per exemple, mentre que un llenguatge regular és prou potent per a modelar la morfologia de l'anglès, no és prou potent per a modelar la sintaxi de l'anglès. A més de ser rellevant en lingüística, la jerarquia de Chomsky ha esdevingut important també en les ciències informàtiques, especialment en la construcció de compiladors i en la teoria d'autòmats.
El seu treball en fonologia més conegut és El patró sonor en anglès, escrit amb Morris Halle. Aquesta obra es considera caduca, tot i que fa poc ha estat reimpresa; Chomsky ja no ha publicat res més sobre fonologia.

## Contribucions a la psicologia
El treball de Chomsky en lingüística ha tingut implicacions importants sobre la psicologia i sobre el seu rumb durant el segle xx. La seva teoria de gramàtica universal fou vista per molts com un desafiament directe a les teories conductistes (behaviorists) establertes a l'època, i va tenir conseqüències importants quant a la comprensió de com una llengua (o llenguatge) és apresa pels infants i que és exactament l'habilitat per a interpretar-la. Molts dels principis més bàsics d'aquesta teoria són ara acceptats en alguns cercles, tot i que no necessàriament ho són les reivindicacions més bàsiques fetes amb els principis i paràmetres (descrits anteriorment).
El 1959, Chomsky va publicar una crítica de Verbal Behavior de B. F. Skinner, un llibre en el qual Skinner oferia una explicació del llenguatge en termes conductuals. Segons Skinner, el llenguatge no era el mateix segons les circumstàncies en què fos utilitzat (per exemple, demanar un got d'aigua ho considerava una resposta funcionalment diferent de la resposta a la demanda d'un got d'aigua). Aquestes respostes diferents en termes funcionals, les quals requerien explicacions per separat, contrastaven de manera cridanera amb les nocions tradicionals del llenguatge i l'apropament psicolingüístic de Chomsky, el qual se centrava en la representació mental de paraules i assumia que una paraula, un cop apresa, apareixeria en totes les funcions.
Hom ha al·legat que la crítica de Chomsky a la metodologia de Skinner i les assumpcions bàsiques va asfaltar el camí cap a la revolució cognitiva, el moviment de la psicologia americana entre els anys 1950 i els 1970, adquirint més caire cognitiu que no pas conductista. En la seva obra del 1966 Lingüística cartesiana, Chomsky presenta les facultats humanes per al llenguatge com el model d'investigació en algunes àrees de la psicologia. Moltes de les concepcions actuals de com treballa la ment provenen directament de les idees de les quals Chomsky fou l'autor més influent.
Hom hi distingeix tres idees clau:
- La ment és cognitiva. La ment conté estats mentals, creences, dubtes, etc. La visió prèvia a aquest postulat ho negava, amb l'argument que només existeixen relacions lògiques (del tipus «Si tu em preguntes si vull X, jo diré que sí»). Chomsky, en canvi, argumentava que la manera d'entendre la ment tenint en compte l'existència de creences o fins d'estats mentals inconscients havia de ser certa.
- Una àmplia part d'allò que un adult pot fer és innat. Un nadó no és capaç de parlar automàticament una llengua. Però tothom neix amb un potencial per a aprendre la llengua i que ens permet absorbir diverses llengües en les edats més primerenques. Alguns psicòlegs han estès aquesta tesi més enllà del llenguatge. Cal dir, però, que els conductistes tampoc no recolzaven la idea que els infants fossin una tabula rasa en néixer.
- Concepte de modularitat. La ment està formada d'una matriu de subsistemes especialitzats que, tot i interaccionar, tenen uns fluxos d'intercomunicació limitats. Aquesta idea contrasta amb la idea anterior, segons la qual qualsevol informació de la ment podia ser accedida per qualsevol altre procés cognitiu (per exemple, les il·lusions òptiques no poden ser «apagades» fins i tot quan se sap que són il·lusions).[5]

## Crítica a la cultura científica
Chomsky està molt en desacord amb la crítica postestructuralista i postmoderna de la ciència. Així mateix, compara la denigració feta sobre els físics jueus en l'època nazi, amb les crítiques a l'anomenada white male science (un prejudici sobre la recerca científica realitzada exclusivament per humans caucàsics).

## Influència de Chomsky en altres camps
Els models chomskians han estat utilitzats com a base teòrica també en altres camps, a part dels exposats fins ara. La «jerarquia de Chomsky» sol ser ensenyada en els cursos de ciències informàtiques, ja que dona un cop d'ull als diversos tipus de llenguatges formals.
La jerarquia també es discuteix en els cercles matemàtics, en especial entre els combinatorialistes. Certs aspectes de la fisiologia evolutiva es desprenen de la recerca duta a terme per Chomsky.
El 1984, el premi Nobel en Medicina i Fisiologia Niels Kaj Jerne va utilitzar el model generatiu de Chomsky per a explicar el sistema immunitari de l'ésser humà, fent paral·lelismes entre la gramàtica generativa i diversos aspectes de les proteïnes. La lectura que feu Jerne a Estocolm en el lliurament del premi Nobel fou La gramàtica generativa del sistema immunitari.
També influí en el nom d'un ximpanzé, anomenat en un principi Nim Ximpsky, i finalment Noam Chomsky, i que va tenir el mèrit d'aprendre més de 125 signes de la llengua de signes americana (ASL).
La botiga Just Say Gnome vengué nans de jardí basats en Noam Chomsky.

## Política
Chomsky ha estat una de les persones dels EUA políticament radicals més conegudes. Es defineix a ell mateix dintre de la tradició anarquista, com un filòsof polític que es caracteritza per desafiar i intentar eliminar tota mena de jerarquia injustificada. S'identifica especialment amb el corrent anarcosindicalista. D'ací prové la seva militància en el sindicat Industrial Workers of the World. A diferència d'altres anarquistes, Chomsky no està totalment en contra de la política electoral. Durant les eleccions dels EUA, va instar la ciutadania a votar a favor del seu representant local demòcrata per tal d'allunyar els republicans dels poder, i a donar molt més suport als candidats verds allà on no hi hagués risc de victòria republicana. De vegades, també s'ha definit com un socialista llibertari.

### Chomsky i el terrorisme
En resposta a les declaracions oficials dels EUA sobre la guerra contra el terrorisme, Chomsky ha esgrimit que la font principal del terrorisme internacional no és altra que els majors poders del món, encapçalats pels EUA. Utilitza la definició de terrorisme d'un manual de l'Exèrcit dels Estats Units d'Amèrica: «el terrorisme és l'ús calculat de violència o d'amenaça de violència per a inculcar por, amb la intenció de coercir o d'intimidar governs o societats en l'assoliment de fites que són generalment de caràcter polític, religiós o ideològic».
Tot i la contundent crítica al terrorisme, no li resta eficiència: la violència sempre ha funcionat. Però va més enllà i no tan sols s'oposa al terrorisme, sinó (tot i que en termes globals) a qualsevol altra forma de violència o autoritat. Això no obstant, la justifica si amb aquesta es pot evitar un abús d'autoritat molt més perniciosa. Aquesta justificació li ha valgut una pluja de crítiques, no sols ara, sinó des de la seva oposició a la Guerra del Vietnam. Més que una justificació de determinada violència, fa una crítica a la cega i sistemàtica condemna a aquesta.

### Crítica al govern dels EUA
Chomsky ha estat un gran crític del govern dels EUA, i la crítica de la seva política exterior ha estat un tema recurrent en els seus escrits polítics. En dona dues raons:
- Chomsky creu que el seu treball pot tenir més impacte si es dirigeix contra el seu propi govern.
- Com que els EUA són l'actual superpotència mundial, actua de manera típicament ofensiva com a tal superpotència que és. La crítica també va dirigida sovint al laissez faire de la Unió Soviètica.

Un dels comportaments típics de les superpotències, argumenta Chomsky, és voler organitzar el món al seu voltant utilitzant mitjans militars i econòmics. Així, suggereix que si el govern dels EUA es va involucrar en la Guerra del Vietnam i en el conflicte d'Indoxina va ser perquè les aspiracions socialistes del Vietnam del Nord, la Pathet Lao, i els khmers rojos anaven en contra dels interessos econòmics dels EUA. De la mateixa manera, ha criticat la política estatunidenca en els països de Centreamèrica i Sud-amèrica, així com el suport a Israel, Aràbia Saudita i Turquia.
Però aquesta política del govern EUA també es mou per l'anomenada «amenaça del bon exemple» o de la teoria del dòmino. Segons aquesta idea, cal intervenir en un país (com Guatemala, Laos, Nicaragua o Grenada), perquè tot i no tenir interessos econòmics directament, l'èxit d'un model independent que no consideri els EUA com a centre pot suposar un exemple a seguir per altres països en els quals sí que hi tenen interessos econòmics (i d'aquesta manera els EUA en perdrien el monopoli). Aquestes argumentacions fan també sospitoses les polítiques de la Guerra Freda, deixant de banda la paranoia antisoviètica, i fent esment del desig de predominança ideològica i econòmica dels EUA en el món: interessa estabilitat, i en conseqüència, seguretat per a les classes altes i per a les grans multinacionals. Aquests pensaments els desenvolupa a fons en Allò que realment vol l'oncle Sam.
Cal dir que no fa crítica sistemàtica dels EUA, dels quals admira la seva llibertat d'expressió, superior, segons ell, a la d'altres democràcies com França i el Canadà. És un fervent detractor de la supressió governamental de la llibertat d'expressió.

### Globalització
Chomsky critica la globalització. Resumeix el procés amb la frase «vi vell, ampolles noves»: el motiu de la globalització és el de sempre, el d'aïllar la població general dels processos de presa de decisions importants. Ara els centres de poder són les corporacions transnacionals i els bancs supranacionals. Segons Chomsky, el poder transnacional corporatiu està desenvolupant les seves pròpies institucions de govern.
Atenent les idees de Chomsky, un dels estratagemes principals ha estat la cooptació de les institucions d'economia global establertes al final de la Segona Guerra Mundial, el Fons Monetari Internacional (FMI) i el Banc Mundial, i han postulat l'adhesió de països en vies de desenvolupament al límit del seu pressupost i la realització d'ajustos que sovint inclouen retallades socials i programes armamentístics. L'FMI dona suport i canalitza préstecs vers aquestes reformes. Per a Chomsky, la construcció d'institucions globals com ara l'Organització Mundial del Comerç, l'Acord General sobre Aranzels i Comerç, l'Àrea de Lliure Comerç d'Amèrica del Nord, o l'Acord Multilateral sobre Inversions, constitueix tot plegat una nova manera d'assegurar els privilegis de l'elit i de minar la democràcia.
Per a Chomsky, aquestes mesures d'austeritat neoliberals asseguren que els països més pobres juguin el seu paper simplement proveint el Primer Món de mà d'obra barata, matèries primeres i oportunitats d'inversió. A més a més, aquesta mena de corporacions tenen el poder d'amenaçar amb la deslocalització i, per tant, també els treballadors del Primer Món romanen més controlats.
Amb tot, va més enllà, i redefineix el mot «globalització» com la integració econòmica promoguda per les corporacions, més que no pas com la internacionalització que es pretén atribuir a l'esmentat concepte. No li agrada que s'utilitzi el terme «antiglobalització» per a descriure el moviment per a la justícia mediambiental ni social. Entén per comerç lliure «una barreja de liberalització i de protecció dissenyada pels principals arquitectes policials al servei dels seus interessos».
En els seus escrits, Chomsky presta atenció als moviments de resistència en front de la globalització. En el seu assaig The Zapatista Uprising (L'alçament zapatista) descriu el desafiament dels zapatistes a la NAFTA. També ha atorgat el mèrit de la decadència del Multinational Agreement on Investment als esforços dels activistes. La veu de Chomsky fou una part important de la crítica que va consolidar la base per als diversos grups que es van unir per manifestar contra la cimera de l'Organització Mundial del Comerç a Seattle l'any 1999.

### Tecnologia
Noam Chomsky destaca per aquest rebuig cap a les conseqüències de la vida moderna i la tecnologia no és pas una excepció: diversos cops ha expressat certa dubitació sobre l'impacte d'internet i fins a quin punt ens ha ajudat com a societat.
Desmitifica l'internet quan considera que altres invents (creats anteriorment) foren molt més revolucionaris que l'esmentat, com és el cas del telègraf: «La transició entre la comunicació que permetia la navegació a vela i la que va permetre el telègraf va ser molt major que la que generen les diferències entre el correu tradicional i l'internet» Així doncs, considera que l'internet en si ha estat una facilitat per transmetre continguts, però que aquests continguts ja existien abans: «La diferència entre internet i una biblioteca és més petita que la diferència entre l'absència o no d'una biblioteca. A la biblioteca a més pots confiar que el material tindrà cert valor perquè va passar per cert procés d'avaluació». Amb aquestes declaracions podem veure com Chomsky adopta una posició prudent amb l'internet, sobretot en l'àmbit de l'educació, ja que tem que la quantitat d'informació a la que podem accedir a través d'internet danyi l'aprenentatge de qualitat i concretat; en una entrevista va comentar el següent: «Has de saber avaluar, interpretar i entendre. Diguem-ne biologia, doncs. La persona que guanya el Premi Nobel en biologia no és la persona que ha llegit la major quantitat d'articles sobre biologia. És sinó una persona que sabia què buscar i cultivant la seva capacitat de buscar allò significatiu, sempre amb la intenció de preguntar-se si està o no en el bon camí. Això és del que tracta l'educació tant si és a partir de l'ús d'ordinadors i l'internet o llapis, paper o llibres». A partir dels efectes de la pandèmia de COVID-19, Chomsky ha volgut expressar un sentiment d'alerta que amb l'emergència mundial s'ha accelerat. Parla de com la tecnologia podria acabar controlant les nostres vides en comptes de fer-les més fàcils, i assenyala sobretot l'ús de vigilància digital per part de països com la Xina, el que defineix com una «distòpia feta realitat». Una idea a destacar sobre l'ideari de Noam Chomsky és el concepte de «tecnologia neutre», que utilitza per a definir l'ús lliberticida i descontrolat de la tecnologia que pot acabar essent utilitzada per a controlar les persones com consumidors o involucrar i desinformar la gent. La tabula rasa que suposa l'internet pot ser una arma de doble fulla: «Internet també té l'efecte oposat. És com qualsevol tecnologia: és bàsicament neutra, pots fer-ne ús tant de forma constructiva com lesiva. Les formes constructives són reals, però molt poques». La temptació que suposen els mitjans tecnològics fomenten certa superficialitat i atorga més poder a la quantitat per sobre de la qualitat. Critica la falsa sensació de comunitat que aporten les xarxes socials. Sore la qüestió de si ens ajuda a estar més units o separats afirma: «En comptes de parlar amb les persones cara a cara, de conèixer-les a través de la interacció, hi ha una espècie de caràcter casual d'aquesta cultura del desenvolupament».

## Socialisme
Chomsky s'oposa de manera profunda a allò què anomena «capitalisme d'estat corporatiu» practicat pels EUA i els seus aliats. A partir de moltes de les idees de l'anarquista Mikhail Bakunin, predica la llibertat econòmica a més del «control de producció pels mateixos treballadors, i no pas que propietaris i caps dirigeixin i controlin les decisions». A això es refereix amb el terme «socialisme real», i descriu el socialisme d'estil soviètic com similar en termes de «controls totalitaris» al capitalisme d'estil estatunidenc, i afegeix que ambdós són sistemes basats en tipus i nivells de control, més que no pas en organització o en eficiència. En defensa de la seva tesi, Chomsky apunta que la filosofia de Frederick Winslow Taylor sobre el comandament científic fou la base organitzativa per al moviment d'industrialització massiva de la Unió Soviètica, així com del model corporatiu estatunidenc.
En aquest mateix sentit, Chomsky ha enfocat les idees de Bakunin sobre l'estat totalitari com a prediccions del brutal estat policial que hauria d'esdevenir la Unió Soviètica. Sovint rememora la postura de Bakunin: «Si agaféssim el més ardent dels revolucionaris, i li atorguéssim el poder absolut, en un any seria fins i tot pitjor que el tsar», fet que desenvolupa la idea que l'estat soviètic tirànic tingué les seves arrels en la concepció bolxevic del control de l'estat. Sobre el comunisme, Chomsky sovint l'ha descrit com un «fals socialisme» i ha considerat la decadència de la Unió Soviètica com «una petita victòria per al socialisme», més que no pas per al capitalisme (que és el contrari del que sovint es pensa).
El 1973, s'edità For Reasons of State, una obra en què s'argumenta que una societat podria funcionar sense treball retribuït, al contrari d'un sistema capitalista, que és més un sistema autoritari en el qual la gent és esclava del sou i en el qual les decisions són preses per un comitè centralitzat. Per a ell, la població d'una nació hauria de ser lliure a l'hora d'escollir un treball. La gent seria lliure de fer allò que volgués, i el treball que escollirien voluntàriament seria gratificant per se amb el valor afegit de ser «socialment útil».
La societat funcionaria sota un sistema d'anarquia pacífica, sense estat i sense institucions de govern. El treball que sempre ha estat poc atractiu per a tothom, si és que n'hi ha hagut, seria distribuït equitativament entre tots.
Tot i ser molt crític amb la Unió Soviètica durant els anys 1960 i 1970, Chomsky fou més positiu a l'hora d'assessorar els moviments comunistes a Àsia. Va lloar allò que ell considerava les arrels del comunisme xinès i vietnamita, tal com queda palès en el seu assaig de 1968, Objectivity and Liberal Scholarship, on defensa que hi ha certs aspectes similars amb el moviment anarquista de l'Estat espanyol dels anys 1930 (el qual admira molt). Alhora, dona un toc d'atenció al fet que «l'escala de la Revolució xinesa és molt gran i els estudis en profunditat massa escassos, i sens dubte seria temerari intentar fer-ne una avaluació general». El desembre de 1967, va afirmar, mentre participava en un fòrum a Nova York, que «a la Xina un hi pot trobar coses que són realment admirables, i que la Xina és un important exemple d'una nova societat, en la qual va haver-hi esdeveniments molt interessants i positius en l'àmbit local, i on es van basar la col·lectivització i comunització, en la participació en massa, i va tenir lloc només després d'haver-se fet entendre a la pagesia».
De manera similar, va dir, referint-se al Vietnam, que «tot i que sembla haver-hi un alt grau de participació democràtica en els nivells regionals i locals, el poder de planificació encara està centralitzat i en mans de les autoritats estatals».
No obstant això, anys després, Chomsky va expressar una crítica més forta a l'estat comunista xinès. Així, en un assaig de l'any 2000 amb el títol de Millennial Visions and Selective Vision, Chomsky en fa referència com a «règim totalitari», i hi descriu les «terribles atrocitats» produïdes per la fam que van afectar entre 25 i 40 milions de persones entre 1958 i 1961, a conseqüència del «Gran Salt Endavant». N'ha tret una analogia entre la fam xinesa i les morts produïdes per desnutrició a l'Índia, i n'ha fet directament responsable d'aquesta darrera al capitalisme democràtic.

### Mitjans de comunicació
Chomsky també s'ha centrat en l'anàlisi dels mitjans de comunicació socials, o mass media, en especial als EUA. Els acusa de coaccionar el diàleg per a promoure els interessos de les corporacions i del govern.
Aquest tema és tractat amb més profunditat en el seu llibre (junt amb Edward S. Herman) Manufacturing Consent: The Political Economy of the Mass Media. Per a donar suport a l'existència del seu «model de propaganda», hi detalla diversos casos. Segons el model de propaganda, les societats més democràtiques com els EUA són mitjans de control subtils i no violents (a diferència dels sistemes totalitaris), en què la força física pot ser emprada per a coaccionar la població general. Hi ha una cita coneguda de Chomsky que diu que «la propaganda és a la democràcia, allò que la repressió és a un estat totalitari».
El model pretén atribuir-li causes econòmiques més que no pas causes conspiratives. Esgrimeix que tal parcialitat deriva dels «cinc filtres» que la notícia acostuma a passar abans de sortir a la llum, a saber:
1. El primer filtre, la propietat, denota que la majoria dels mitjans són propietat de grans grups o corporacions.
2. El segon, els fons, denota que la majoria de distribucions es fonamenten en llur publicitat, no en llur audiència (lector, televidents…). Per tant, com que són empreses orientades a la venda de productes a unes altres empreses (els publicitats), el model espera que les notícies publicades reflecteixin els desitjos i valors de les esmentades empreses.
3. La font. Els mitjans de comunicació depenen d'institucions governamentals i de grans empreses amb forta parcialitat a l'hora de proveir molta de la informació.
4. Els grups de pressió, que persegueixen els mitjans per suposada parcialitat quan van massa lluny.
5. Normes, el cinquè filtre, fa referència a les concepcions que tenen els periodistes en comú. En el text original, publicat el 1988, el cinquè filtre era l'«anticomunisme». Però, amb la caiguda de la Unió Soviètica, va ser ampliat per a permetre canvis en l'opinió pública.

El model pretén descriure com els mitjans de comunicació formen un sistema descentralitzat, no conspiratiu i molt poderós de propaganda, i són capaços de mobilitzar el consens públic sota les seves perspectives i alhora donant l'aparença de consentiment democràtic.
Chomsky i Herman van provar empíricament el seu model agafant «exemples aparellats», és a dir, parells d'esdeveniments que fossin objectivament similars excepte amb relació a determinats interessos. Per exemple, van intentar demostrar que, en casos en què un «oficial enemic» fa una cosa (com ara assassinar un oficial religiós), la premsa ho investiga a fons i dedica un gran cobriment a la notícia, però quan el govern local o un aliat fa el mateix (o una cosa pitjor), la premsa enfonsa la història. També van provar el seu model contra el cobriment periodístic de l'Ofensiva del Tet que va tenir lloc en la Guerra del Vietnam, ja que sovint hom el considerava el millor exemple de premsa lliure i independent.
Un fort opositor a aquesta mena d'anàlisis és l'historiador militar Victor Davis Hanson, de l'Institut Hoover. Ell i altres crítics veuen la idea de la «fàbrica de consens» com el reciclatge de la idea marxista de «falsa consciència», segons la qual les masses han estat tan manipulades que no tenen la perspectiva ni la intel·ligència per a veure més enllà de la propaganda, i necessiten intel·lectes superiors com Chomsky perquè els assenyali la veritat suprema. Arch Puddington també el critica per no tenir evidència empírica sobre el cobriment que fan els mitjans, especialment en referència al tractament dels mitjans de comunicació de Cambodja i Timor Oriental.
Un altre crític, Stephen J. Morris, avalua el «model de propaganda» de Chomsky i Herman amb la revisió de l'anàlisi que van fer del cobriment dels mitjans durant la supremacia dels khmers rojos, a Cambodja. Per una banda, Chomsky i Herman parlen de «ràbia i enuig dirigits contra els khmers rojos» a principis del 1977, any en què Cambodja era enemiga dels EUA, mentre que la violació dels drets humans dels aliats de Corea del Sud i Xile foren tractats amb menor abast. Per una altra banda, J. M. Metzl a Responses to Human Rights Abuses in Camboia, 1975-1980, analitza una major intensitat en el cobriment dels mitjans a Cambodja quan apareixien esdeveniments amb repercussions internacionals, però que ja havien desaparegut el 1977. Metzl també contradiu Chomsky i Herman en dir que un de cada vint articles publicats sobre Cambodja feien referència a la violència política dels khmers rojos.

### Orient Mitjà
Chomsky va créixer en un ambient jueu sionista. El seu pare fou mestre de llengua hebrea, que ensenyava en una escola religiosa. A més, a Chomsky, li fascinava la política de l'ala esquerrana del sionisme, i fins i tot es va plantejar anar a Palestina, potser a un quibuts, per a intentar ajudar en la cooperació arabojueva (postura oposada a un Estat jueu, per la qual cosa sovint hom ha dit que té postures antisionistes).
Chomsky critica de manera contundent les polítiques d'Israel sobre els palestins i els veïns àrabs. El seu llibre The Fateful Triangle és considerat com un dels primers textos sobre el conflicte Israel-Palestina, des d'un vessant que critica la política israeliana i el suport dels EUA a aquesta. També ha acusat l'estat d'Israel per haver practicat un «assessorament en terrorisme d'estat» (venda d'armes a la Sud-àfrica de l'apartheid i a països llatinoamericans que Chomsky considera cadells dels EUA, com Guatemala l'any 1980, i suport paramilitar, com la contra de Nicaragua). denominacions que ha utilitzat Chomsky vers l'Estat israelià són «estat mercenari», «Esparta israeliana», i «dependència militaritzada de l'hegemonia dels EUA». A més, ha vessat crítiques ferotges contra els sectors de la comunitat jueva dels EUA, pel seu intens paper a l'hora d'obtenir suport dels EUA, i els acusa d'equiparar «antisemitisme» amb «oposició a l'estat d'Israel».

### Crítica a les comunitats d'intel·lectuals
Chomsky sovint ha criticat els intel·lectuals i acadèmics reconeguts públicament, bàsicament per dos motius:
1. Funcionen com una classe a part, distingida per utilitzar un llenguatge inaccessible per a la gent de fora dels cercles acadèmics, i que crea una certa exclusió més o menys deliberada. Així, es crea un concepte distorsionat del terme «intel·lectual», fent entendre que és quelcom restringit a gent que exerceix un gran treball mental, sovint en universitats i acadèmies, com si aquest treball no fos realitzat per mecànics, artesans, etc. (car tothom utilitza, sovint intensament, la ment).
2. Els intel·lectuals pretenen ser una classe especial encarregada de «pensar per la societat», encarregada d'assessorar a qui estigui en el poder, i dient a tothom què ha de pensar i què no.

Chomsky defensa l'ús d'un llenguatge proper, a l'hora de parlar a l'audiència que no és «elit», tot i saber que la temàtica potser és complexa. I encoratja l'esmentada audiència a qüestionar tot aquell marc que no entenguin i que sigui ple de paraules fosques i de retòrica, el qual generalment és acceptat obedientment. Equipara, en termes globals, molt del treball teòric i filosòfic amb la pseudociència, tot i que sovint el considera interessant, però allunyat dels problemes reals.
Per exemple, per entendre la física de partícules, Chomsky ha consultat amics que treballen en la matèria i li han sabut explicar amb paraules senzilles, o directament s'ha interessat pel tema i n'ha après més per tal d'entendre-la.
La crítica a Chomsky li recrimina el rebuig a les «eines teòriques». En aquest sentit, Slavoj Žižek les veu indispensables, i creu que la necessitat d'usar un llenguatge més proper neix de la negativa de la població a perdre temps en l'aprenentatge, car sovint la gent ja en té prou amb els seus problemes, i a més ja ho deixen en mans dels especialistes. Hom qüestiona si el desinterès per la teoria el té per tenir audiències amb manca d'educació formal o si el té per la crítica als poders polítics, econòmics i socials dominants.
La crítica als intel·lectuals, l'ha dirigida especialment contra els EUA (intel·lectuals de després de la Segona Guerra Mundial) i contra França (comunitat d'intel·lectuals de París).

## Activisme polític

### Oposició a la Guerra del Vietnam
Chomsky es va unir a les protestes contra la participació dels Estats Units en la Guerra del Vietnam el 1962, fent xerrades sobre el tema en petites reunions en esglésies i llars. Va esdevenir un dels opositors a la Guerra del Vietnam més remarcables el febrer del 1967, amb la publicació del seu influent assaig The Responsibility of Intellectuals en el New York Review of Books. En aquesta publicació critica els intel·lectuals per la seva responsabilitat en no haver informat la societat ni haver advertit de les mentides. A més, provocà un canvi en la tendència d'aquells qui protestaven per la situació ja massa intolerable, car a partir de llavors passarien a resistir (i no pas protestar) l'autoritat.
També es va involucrar en l'activisme d'esquerres. Chomsky es va negar a pagar la meitat dels seus impostos, va recolzar públicament als estudiants que es negaven a ser reclutats i va ser arrestat mentre participava en una manifestació contra la guerra davant el Pentàgon el 1967.

### Chomsky marginat als mitjans de comunicació
Tot i la popularitat de Chomsky durant la guerra, un cop acabada, va ser cada cop més marginat pels més importants mitjans de comunicació dels EUA. Els seguidors de Chomsky culpen la incomoditat de les companyies distribuïdores en ser criticades pels anunciants.
El descrèdit i caricaturització també li va venir de l'elit, de qui hom creu que va néixer la controvèrsia sobre els comentaris de Chomsky vers els khmers rojos. Tot i això, Chomsky apareixia en mitjans populars com la CNN, Time Magazine, Foreign Policy i programes de ràdio. I de fet, sovint, s'han justificat amb l'excusa de prestar encara una menor atenció als acadèmics que a Chomsky.
El 1979, se'l descriu de la següent manera: «Jutjat en termes de poder, rang, noblesa i influència dels seus pensaments, Noam Chomsky és de manera argumentada l'intel·lectual viu més important d'avui dia», i aquesta manera és utilitzada sovint per a descriure'l.
La marginació en els principals mitjans sembla que va continuar durant un temps. Tot i que cal dir que el mateix Chomsky rebutja aparèixer en programes de televisió en els quals hom no pot exposar les seves idees per la limitació del temps de què es disposa, i per l'exigència de ser concís i breu. El seu mitjà preferit és l'escrit.
Amb el seu best-seller dedicat als atacs de l'onze de setembre, 9-11, l'atenció dels grans mitjans de comunicació va tornar cap a ell. I trobem nombroses referències recents en els principals mitjans de comunicació dels EUA. En canvi, la marginació no sembla existir fora dels EUA, com ho demostren les freqüents aparicions a la BBC.

### Abast mundial
Chomsky és considerat una de les figures d'esquerres més famoses arreu del món, i sovint viatja per Europa i el Tercer Món, a banda dels EUA. Els seguidors els té arreu del món, i el seu gran poder de convocatòria el fa una personalitat molt sol·licitada, fins i tot una personalitat de culte.
La seva popularitat es veu realimentada per les seves intervencions en el Fòrum Social Mundial, per les entrevistes en els mitjans alternatius, pels seus llibres (alguns d'aquests best-sellers internacionals), per les pel·lícules produïdes al voltant del seu pensament (per exemple, Manufacturing Consent (1992), i per la difusió que li fan músics internacionals com Bono, Rage Against The Machine, Pearl Jam, REM, Chumbawamba i d'altres.
També ha rebut reconeixements, premis, distincions i guardons d'universitats de mig món. El novembre del 2014, va signar el manifest «Deixin votar els catalans», juntament amb altres personalitats internacionals, i el 2015, un manifest de suport a Barcelona en Comú.

### Lingüística
- Chomsky (1955). Logical Structure of Linguistic Theory.
- Chomsky, Noam, Morris Halle, and Fred Lukoff (1956). "On accent and juncture in English." In For Roman Jakobson. The Hague: Mouton
- Chomsky (1957). Syntactic Structures. The Hague: Mouton. Reprint. Berlin and New York (1985).
- Chomsky (1964). Current Issues in Linguistic Theory.
- Chomsky (1965). Aspects of the Theory of Syntax. Cambridge: The MIT Press.
- Chomsky (1965). Cartesian Linguistics. New York: Harper and Row. Reprint. Cartesian Linguistics. A Chapter in the History of Rationalist Thought. Lanham, Maryland: University Press of America, 1986.
- Chomsky (1966). Topics in the Theory of Generative Grammar.
- Chomsky, Noam, and Morris Halle (1968). The Sound Pattern of English. New York: Harper & Row.
- Chomsky (1968). Language and Mind.
- Chomsky (1972). Studies on Semantics in Generative Grammar.
- Chomsky (1975). The Logical Structure of Linguistic Theory.
- Chomsky (1975). Reflections on Language.
- Chomsky (1977). Essays on Form and Interpretation.
- Chomsky (1979). Morphophonemics of Modern Hebrew.
- Chomsky (1980). Rules and Representations.
- Chomsky (1981). Lectures on Government and Binding: The Pisa Lectures. Holland: Foris Publications. Reprint. 7th Edition. Berlin and New York: Mouton de Gruyter, 1993.
- Chomsky (1982). Some Concepts and Consequences of the Theory of Government and Binding.
- Chomsky (1982). Language and the Study of Mind.
- Chomsky (1982). Noam Chomsky on The Generative Enterprise, A discussion with Riny Hyybregts and Henk van Riemsdijk.
- Chomsky (1984). Modular Approaches to the Study of the Mind.
- Chomsky (1986). Knowledge of Language: Its Nature, Origin, and Use.
- Chomsky (1986). Barriers. Linguistic Inquiry Monograph Thirteen. Cambridge, MA and London: The MIT Press.
- Chomsky (1993). Language and Thought.
- Chomsky, Noam (1995). The Minimalist Program. Cambridge, MA: The MIT Press.
- Chomsky (1998). On Language.
- Chomsky (2000). New Horizons in the Study of Language and Mind.
- Chomsky (2000). The Architecture of Language (Mukherji, et al, eds.).
- Chomsky (2001). On Nature and Language (Adriana Belletti and Luigi Rizzi, ed.).

### Treballs polítics
Alguns dels llibres estan disponibles a Internet  Arxivat 2012-03-13 a Wayback Machine..
- Chomsky (1969). Perspectives on Vietnam [microform].
- Chomsky (1969). American Power and the New Mandarins. New York: Pantheon.
- Chomsky (1970). At War with Asia. New York: Pantheon.
- Chomsky (1971). Problems of Knowledge and Freedom: The Russell Lectures. New York: Pantheon.
- Chomsky and Zinn, Howard (Eds.) (1972) The Pentagon Papers. Senator Gravel edition. Vol. V. Critical Essays. Boston: Beacon Press, includes index to Vol. I-IV of the Papers.
- Chomsky (1973). For Reasons of State. New York: Pantheon.
- Chomsky & Herman, Edward (1973). CENSORED FULL TEXT Counter-Revolutionary Violence: Bloodbaths in Fact and Propaganda Arxivat 2010-02-11 a Wayback Machine.. Andover, MA: Warner Modular. Module no. 57.
- Chomsky (1974). Peace in the Middle East: Reflections on Justice and Nationhood. New York: Pantheon.
- Chomsky (1978). Human Rights' and American Foreign Policy
- Chomsky (1978). Intellectuals and the State
- Chomsky (1979). Language and Responsibility. New York: Pantheon.
- Chomsky & Herman, Edward (1979). Political Economy of Human Rights (two volumes). Boston: South End Press. ISBN 0-89608-090-0 and ISBN 0-89608-100-1
- Otero, C.P. (Ed.) (1981, 2003). Radical Priorities. Montréal: Black Rose; Stirling, Scotland: AK Press.
- Chomsky (1982). Towards a New Cold War: Essays on the Current Crisis and How We Got There. New York: Pantheon.
- Chomsky (1983, 1999). The Fateful Triangle: The United States, Israel, and the Palestinians. Boston: South End Press. ISBN 0-89608-601-1
- Chomsky (1985). Turning the Tide: U.S. Intervention in Central America and the Struggle for Peace. Boston: South End Press.
- Chomsky (1986). Pirates and Emperors: International Terrorism and the Real World. New York: Claremont Research and Publications.
- Chomsky (1987). On Power and Ideology: The Managua Lectures. Boston: South End Press.
- Peck, James (Ed.) (1987). Chomsky Reader ISBN 0-394-75173-6
- Chomsky (1988). The Culture of Terrorism. Boston: South End Press.
- Chomsky & Herman, Edward (1988, 2002). Manufacturing Consent: The Political Economy of the Mass Media. New York: Pantheon.
- Chomsky (1989). Necessary Illusions. Boston: South End Press.
- Chomsky (1989). Language and Politics. Montréal: Black Rose.
- Chomsky (1991). Terrorizing the Neighborhood: American Foreign Policy in the Post-Cold War Era. Stirling, Scotland: AK Press.
- Chomsky (1992). Deterring Democracy. New York: Hill and Wang.
- Chomsky (1992). Chronicles of Dissent. Monroe, ME: Common Courage Press.
- Chomsky (1992). What Uncle Sam Really Wants. Berkeley: Odonian Press.
- Chomsky (1993). Year 501: The Conquest Continues. Boston: South End Press.
- Chomsky (1993). Rethinking Camelot: JFK, the Vietnam War, and U.S. Political Culture. Boston: South End Press.
- Chomsky (1993). Letters from Lexington: Reflections on Propaganda. Monroe, ME: Common Courage Press.
- Chomsky (1993). The Prosperous Few and the Restless Many. Berkeley: Odonian Press.
- Chomsky (1994). Keeping the Rabble in Line. Monroe, ME: Common Courage Press.
- Chomsky (1994). World Orders Old and New. Nova York: Columbia University Press.
- Chomsky (1996). Class Warfare. Pluto Press.
- Chomsky (1997). (Ed.) The Cold War & the University: Toward an Intellectual History of the Postwar Years Authors: Ira Katznelson, R. C. Lewontin, David Montgomery, Laura Nader, Richard Ohmann, Ray Siever, Immanuel Wallerstein, Howard Zinn ISBN 1-56584-005-4
- Chomsky (1999). The New Military Humanism: Lessons from Kosovo .
- Chomsky (1999). Profit Over People. Seven Stories Press.
- Chomsky (2000). A New Generation Draws the Line: Kosovo, East Timor and the Standards of the West.
- Chomsky (2000). Rogue States: The Rule of Force in World Affairs. Cambridge: South End Press.
- Chomsky (2001). 9-11. Seven Stories Press.
- Mitchell, Peter & Schoeffel, John (Ed.) (2002). Understanding Power: The Indispensable Chomsky.
- Chomsky (2003). Middle East Illusions.
- Chomsky (2003). Hegemony or Survival. Metropolitan Books. (Part of the American Empire Project)
- Chomsky (2005). Chomsky On Anarchism. AK Press. ISBN 1-904859-20-8
- Chomsky (2005). Imperial Ambitions: Conversations on the Post-9/11 World. Metropolitan Books. (Part of the American Empire Project) ISBN 0-8050-7967-X

### Sobre Chomsky
- Rai, Milan (1995). Chomsky's Politics
- Salkie, Raphael (1990). The Chomsky Update
- Barsky, Robert (1997). Noam Chomsky: A Life of Dissent Arxivat 2006-09-06 a Wayback Machine., MIT Press.
- Lorenzo González, Guillermo (2001). Comprender a Chomsky: introducción y comentarios de la filosofía chomskyana sobre el lenguaje y la mente.
- Horowitz, David, et al. (2004). The Anti-Chomsky Reader
- Miranda Alonso, Tomás (2005). Arquitectura de la mente según Noam Chomsky

### En català
- Hegemonia o supervivència: Estats Units a la recerca del domini global. Barcelona: Empúries, 2004. [[Especial:Fonts bibliogràfiques/84-9787-018-2|ISBN 84-9787-018-2]].
- L'educació: la millor eina per formar persones lliures i amb criteri. Barcelona: Columna, 2005. [[Especial:Fonts bibliogràfiques/84-664-0614-X|ISBN 84-664-0614-X]].
- Ambicions imperials: el món després de l'11-S. Barcelona: Edicions 62, 2006. [[Especial:Fonts bibliogràfiques/84-297-5833-X|ISBN 84-297-5833-X]].
- Conseqüències del capitalisme. Organitzar el descontentament i la resistència. Manresa: Tigre de Paper, 2021. ISBN 978-84-18705-03-8
- Sobre l’anarquisme. València: Sembra Llibres, 2021. ISBN 978-84-16698-67-7

## Filmografia
- Manufacturing Consent: Noam Chomsky and the Media (1992)
- Distorted Morality: America's War On Terror? (John Junkermann, 2003)
- Noam Chomsky: Rebel Without a Pause (Will Pascoe, 2003)
- The Corporation (2003)
- Requiem for the American Dream (2015)